# Tea
Tea je žensko osebno ime.

## Izvor imena
Ime Tea je skrajšana oblika ženskih imen Doroteja, Teja ali Teodora.

## Pogostost imena
Po podatkih SURSa je bilo na dan 31. decembra 2007 v Sloveniji 1.437 oseb z imenom Tea. Ime Tea je bilo po pogostosti uporabe tega dne na 149. mestu.

## Znane osebe
Tea Petrin (pedagoginja in političarka)